# Dries van Agt
Andreas Antonius Maria van Agt, dit Dries van Agt (en néerlandais : [ˈdris fɑn ˈɑxt] ), né le 2 février 1931 à Geldrop et mort le 5 février 2024 à Nimègue, est un universitaire et homme d'État néerlandais. Membre du Parti populaire catholique (KVP) avant de rejoindre l'Appel chrétien-démocrate (CDA) lors de sa fondation le 11 octobre 1980, il est Premier ministre des Pays-Bas du 19 décembre 1977 au 4 novembre 1982. Il est auparavant ministre de la Justice de 1971 à 1977 et vice-Premier ministre sous Joop den Uyl de 1973 à 1977.

## Biographie

### Carrière professionnelle
Avocat à Eindhoven jusqu'en 1957, Dries van Agt est professeur de droit à l'université catholique de Nimègue, dont il est diplômé, de 1968 à 1971. Entre 1995 et 1996, il enseigne les relations internationales à l'université de Kyoto.

### Engagement politique

#### Vice-Premier ministre
En 1971, Dries van Agt devient ministre de la Justice dans le premier cabinet de Barend Biesheuvel. Reconduit dans le second cabinet de ce dernier, il conserve le poste dans le cabinet de Joop den Uyl, dans lequel il est également nommé vice-Premier ministre des Pays-Bas. Il quitte ces deux fonctions en 1977 pour accéder à la charge de Premier ministre des Pays-Bas, bien que le Parti travailliste (PvdA) de Den Uyl arrive en tête aux élections législatives. Ils se montrent cependant incapables de construire une coalition, la tâche revenant donc au deuxième parti à la Seconde Chambre.

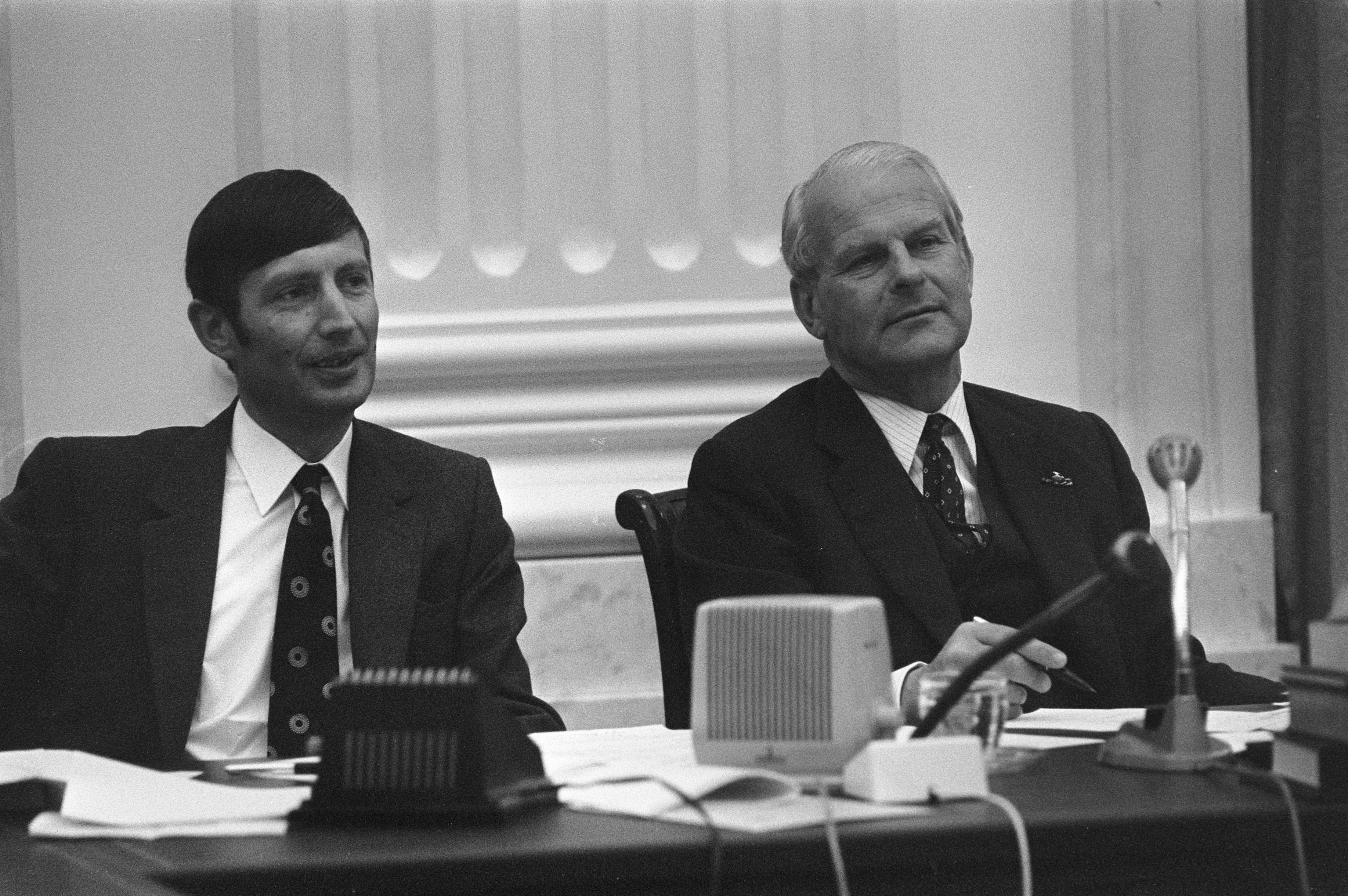
Dries van Agt et Hans de Koster en 1972 à la Seconde Chambre.
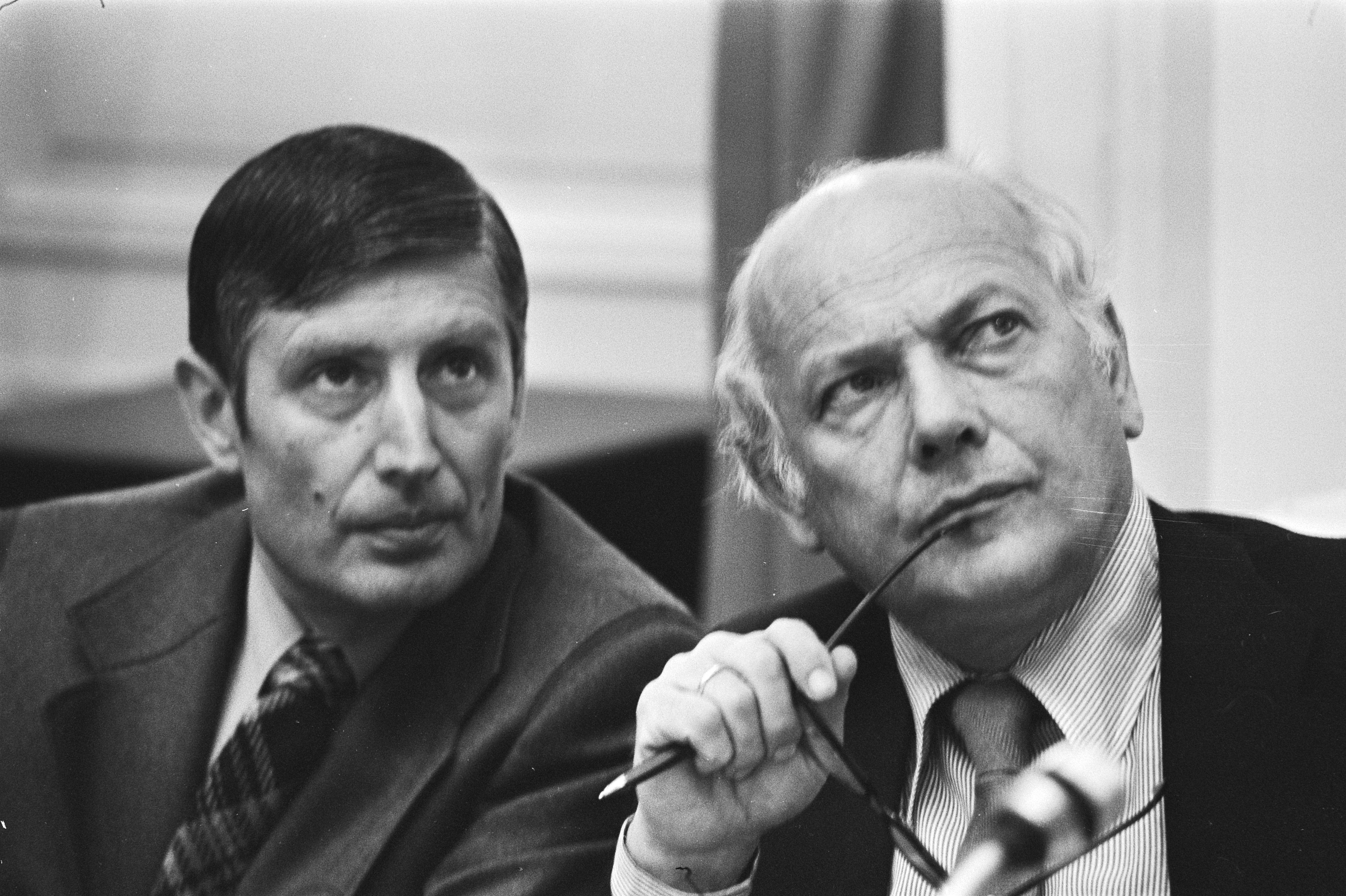
Dries van Agt à la Seconde Chambre en tant que ministre de la Justice et vice-Premier ministre, au côté du Premier ministre Joop den Uyl (1977).

#### Premier ministre
Le premier cabinet de Dries van Agt est établi avec la participation du Parti populaire pour la liberté et la démocratie (VVD) mené par Hans Wiegel, qui devient vice-Premier ministre. Il s'agit du dernier cabinet institué par la reine Juliana. Dries van Agt affirmera plus tard : « Les choses les plus difficiles, comme écrire des discours, je les faisais toutes moi-même et de préférence la nuit. Donc je n'étais pas debout à côté de mon lit à huit ou neuf heures du matin », ajoutant que Hans Wiegel « gouvernait les Pays-Bas le matin » et qu'il « gouvernai[t] le pays le soir. L'après-midi, nous le faisions ensemble ». En 1980, il est fait citoyen d'honneur de son village natal, Geldrop.
Son mandat à la tête du gouvernement est marqué par les manifestations du mouvement antinucléaire, déjà naissantes sous son prédécesseur, tout comme les émeutes du couronnement de 1980 à Amsterdam du fait notamment de la pénurie de logements, qui voient l'intronisation de la reine Beatrix lors de la fête de la Reine devenir les plus grands troubles à l'ordre public en temps de paix de l'histoire néerlandaise.
Bien que conservateur, il déconcerte son camp sur certains sujets de société. Il dépénalise la consommation du cannabis, supprimant les peines de prison pour celui qui détenait moins de 30 grammes, et contribuera à ce que les Pays-Bas soient le premier pays européen à dépénaliser l’euthanasie et le suicide assisté. Il s’opposait, en revanche, à une loi trop tolérante en matière d’avortement. 

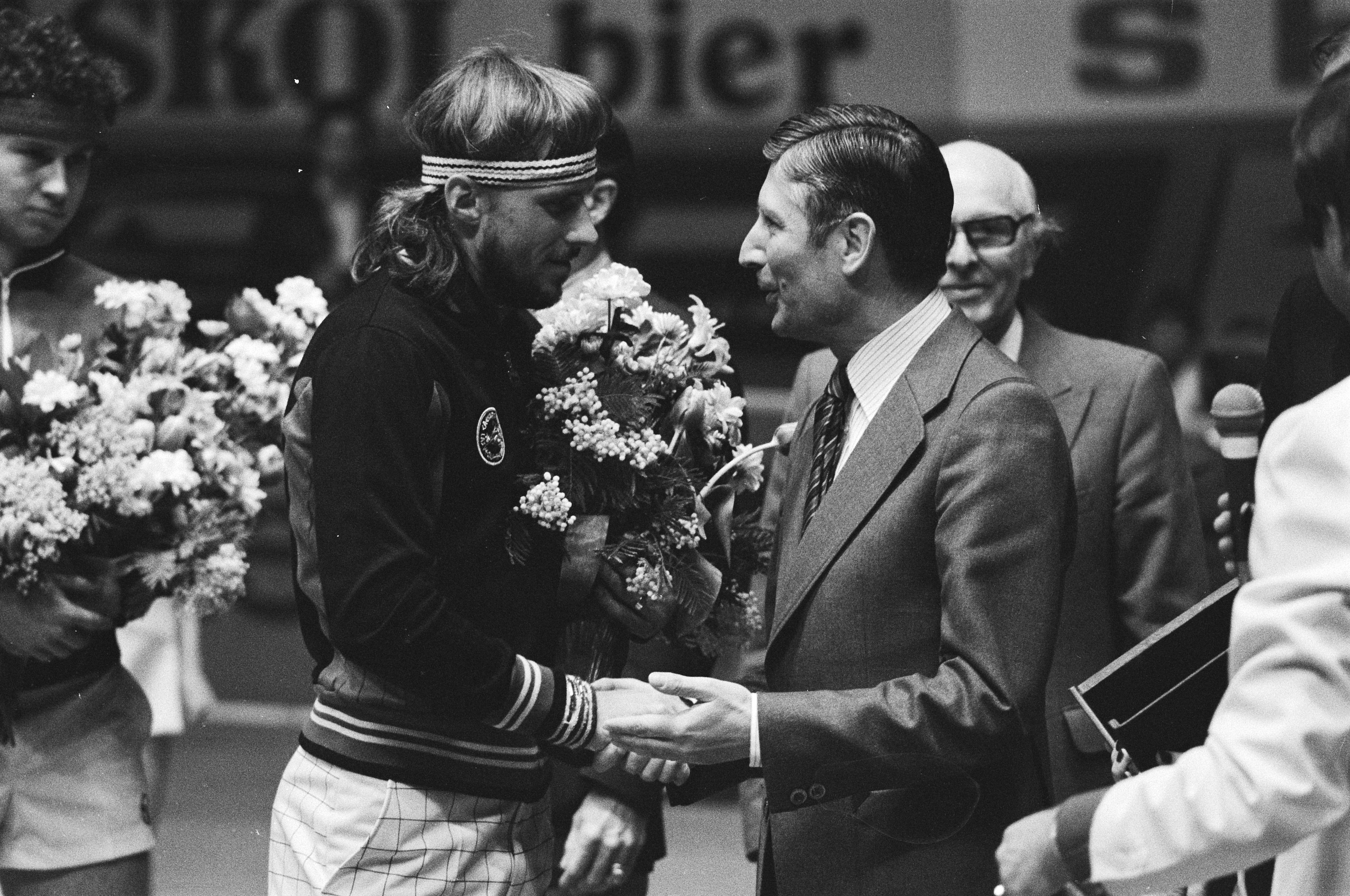
Dries van Agt felicite Björn Borg en 1979.

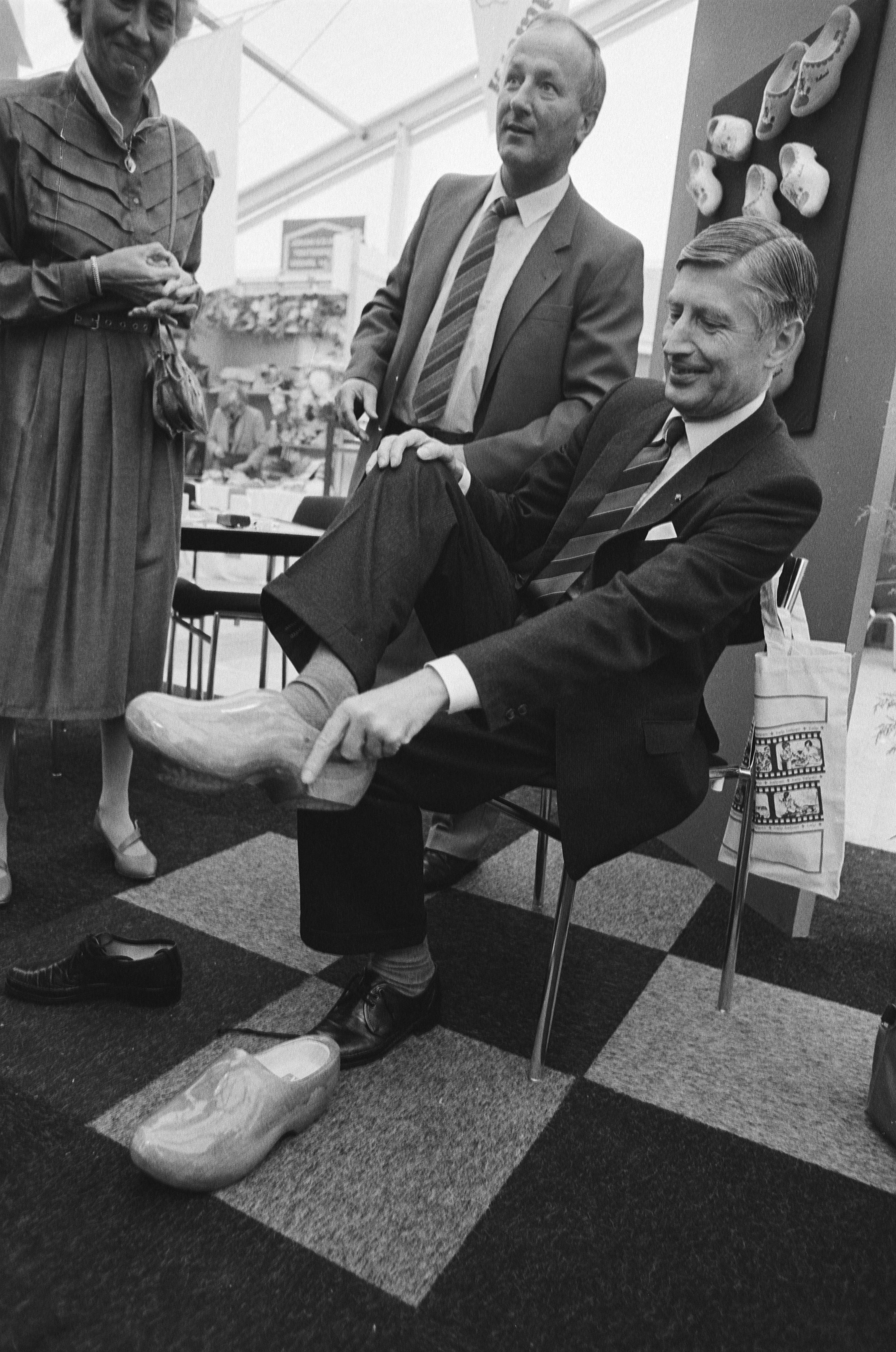
Le commissaire de la Reine Dries van Agt chaussant un sabot doré à Rhode-Saint-Oude, en 1984.

Reconduit avec une majorité en 1981, Dries van Agt quitte le Parti populaire catholique (KVP) en 1980 pour adhérer à l'Appel chrétien-démocrate (CDA), dans lequel le premier est dissous. Le CDA existe déjà depuis 1973 en tant qu'alliance politique, que Van Agt dirige jusqu'en 1982. À cette date, Ruud Lubbers lui succède en tant que chef de parti et chef de gouvernement, après des élections anticipées provoquées par la chute son deuxième cabinet à la suite du retrait des travaillistes. Les élections voient pourtant ces derniers arriver en tête, devant la liste qu'il conduit.

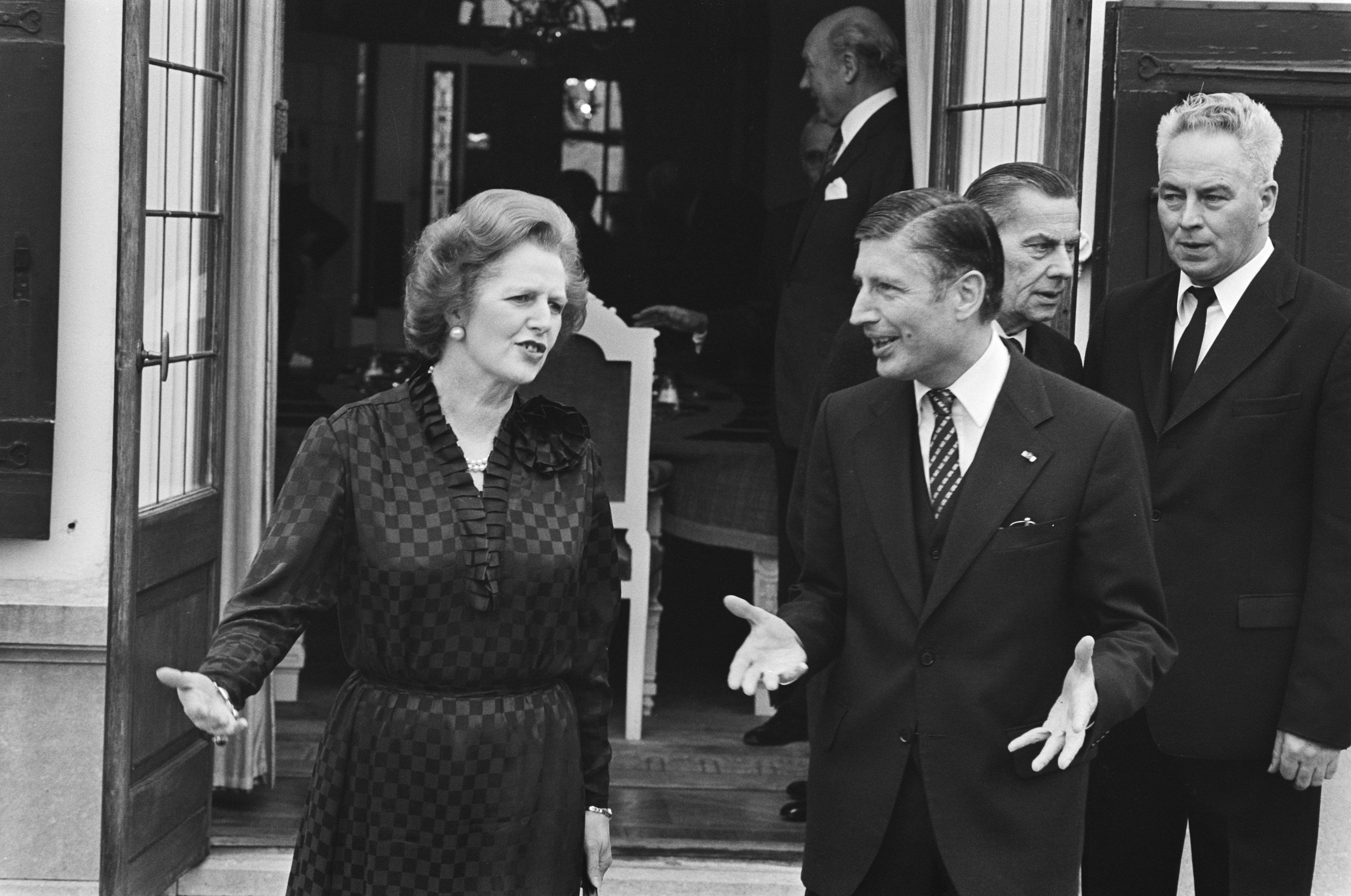
Dries van Agt recevant la Première ministre britannique Margaret Thatcher à la Catshuis, en 1981.

#### Commissaire de la Reine
Il reste représentant à la Seconde Chambre jusqu'à sa prise de fonction en tant que commissaire de la Reine au Brabant-Septentrional, en 1983. Son premier mandat parlementaire s'ouvre en 1973 peu après les élections législatives, mais ne dure que quelques mois.
Ses connexions à La Haye lui permettent d'obtenir des investissements de l'État pour améliorer l'attractivité économique de la province. Cependant, devenant rapidement frustré par la culture de débat sans fin régnant dans les sphères décisionnelles à Bois-le-Duc, il prend de nombreuses décisions sans consulter les États provinciaux : « Ça te rend complètement fou. [...] Pas très beau de ma part, mais c'était très efficace ».

### Missions internationales
En 1987, il quitte son mandat de commissaire de la Reine pour devenir représentant de la Communauté économique européenne (CEE), d'abord au Japon, puis en 1989 et jusqu'en 1995, aux États-Unis. 
Il fonde ensuite une ONG, The Rights Forum, dont le but était d’intéresser les Néerlandais et les Européens à la question israélo-palestinienne. Il est en outre membre du comité de parrainage du Tribunal Russell sur la Palestine dont les travaux commencent le 4 mars 2009. La question palestinienne le pousse à quitter le CDA en 2021, car il estime que le parti est pro-israélien à outrance. En 2010, il s’était aussi fermement opposé à une alliance de la droite avec la formation d’extrême droite de Geert Wilders, qui apporta, pendant deux ans, son soutien au premier gouvernement de Mark Rutte. Il décide, après son départ du CDA en 2021, de voter dorénavant pour la Gauche verte. 

### Mort
Dries van Agt meurt le 5 février 2024 à Nimègue,.